# Refuge de la Balme (Haute-Savoie)
Pour les articles homonymes, voir Refuge de la Balme.
Le refuge de la Balme est un refuge de montagne de France situé en Haute-Savoie, aux Contamines-Montjoie, dans le val Montjoie, au pied des aiguilles de la Pennaz et de la tête de la Cicle. Il se situe sur le sentier menant au col du Bonhomme et faisant partie du GR 5, du Tour du Mont-Blanc et du GRP Tour du Pays du Mont-Blanc.

## Géographie

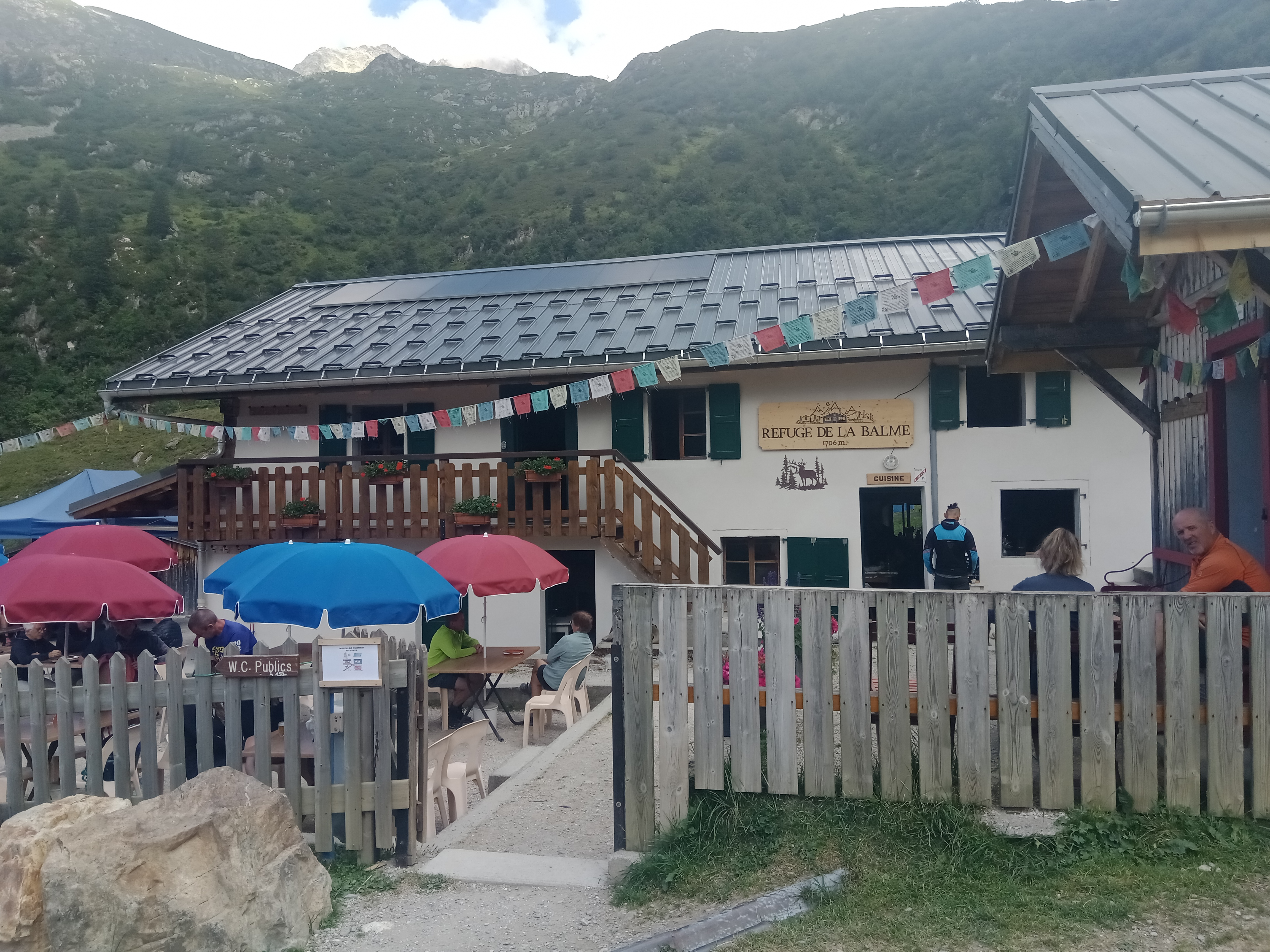
Le refuge avec les monts Jovet en arrière-plan.

Le refuge est situé dans le sud-est de la France, dans le département de la Haute-Savoie, sur le territoire communal des Contamines-Montjoie dont le chef-lieu se trouve au nord.
Il se trouve dans le fond du val Montjoie, vallée qui s'ouvre vers le nord, drainée par le Bon Nant — affluent du Rhône via l'Arve — et passant au pied du refuge situé en rive gauche du torrent,. Il est situé à 1 706 mètres d'altitude sur une croupe — moraine latérale en rive droite d'un ancien glacier rocheux descendant des roches Franches au sud-ouest. Des sommets des massifs du Beaufortain à l'ouest et du Mont-Blanc à l'est dominent le refuge, notamment l'aiguille de Roselette (2 384 m) au nord-ouest, la tête de la Cicle (2 552 m) à l'ouest, les aiguilles de la Pennaz (2 683 m) au sud-ouest et les monts Jovet (2 468 m) à l'est avec l'échancrure du col du Bonhomme (2 329 m) au sud. Il est inclus dans la réserve naturelle nationale des Contamines-Montjoie qui couvre principalement la partie amont du val Montjoie en rive droite,.
La route départementale 902 en provenance du Fayet (590 m) au nord et qui s'arrête à la chapelle Notre-Dame-de-la-Gorge (1 209 m) est prolongée par une piste carrossable à accès réglementé à destination des chalets de Jovet en amont au sud et qui passe devant le refuge. Ces deux axes routiers constituent l'ancienne route nationale 202 qui n'a pas été totalement aménagée dans le secteur du col du Bonhomme, ce qui aurait pu amener une importante circulation routière dans la vallée et passant devant le refuge si ce projet avait été mené à terme. La piste constitue un tronçon du GR E2, du GR 5, du Tour du Mont-Blanc et du GRP Tour du Pays du Mont-Blanc ; le GRP Tour du Beaufortain passe quant à lui quelques dizaines de mètres plus haut et quelques centaines de mètres plus au sud du refuge,. Sur ces itinéraires de randonnée, les autres refuges les plus proches sont celui de Nant Borrant (1 459 m) en aval au nord sur les GR E2, GR 5, GR Tour du Mont-Blanc et GRP Tour du Pays du Mont-Blanc, celui des Prés (1 935 m) en amont au nord-ouest sur les GRP Tour du Pays du Mont-Blanc et Tour du Beaufortain et celui de la Croix du Bonhomme (2 443 m) au sud par-delà le col du Bonhomme sur les GR E2, GR 5, GR Tour du Mont-Blanc et GRP Tour du Beaufortain,.

## Équipements
Le refuge dispose de quarante places de couchage réparties en plusieurs dortoirs et chambres et disposant de douches,,. Il permet la pension complète avec diner et petit-déjeuner mais il offre aussi la possibilité de se restaurer pour le déjeuner ou le goûter, notamment pour les randonneurs à la journée,,. Une zone de bivouac est aménagée à une centaine de mètres au nord-ouest du refuge.
Ne disposant pas de local hivernal, il n'est ouvert qu'en période estivale de la mi-juin à la mi-septembre,.

## Histoire
L'alpage de « la Balme » — en exploitation depuis 1579 — est la propriété de la famille Raddaz de 1796 jusqu'à son achat en 1910 par Mme Cominnelli. Robert Gut, fils de Marie Raddaz qui exploite la ferme avec ses deux sœurs à la fin du XIXe siècle, le rachète le 2 janvier 1921,,. Il complète l'activité pastorale composée d'un troupeau d'une quarantaine de vaches par la création d'un véritable refuge de montagne — tradition d'accueil vraisemblablement héritée du temps où les voyageurs transitant par le col du Bonhomme venaient y trouver l'hospitalité,,. Le refuge reste dans la famille Gut depuis cette date, tenu par Robert et Claire à partir de 1921, Francinet et Raymonde à partir de 1950, Didier et Nadine à partir de 1984 puis Michaël depuis 2020,,. 
Au fil des ans, le refuge est aménagé, équipé et agrandi avec notamment l'installation d'une turbine hydraulique pour la production d'électricité, un système d'assainissement des eaux et des panneaux solaires,.

## Ascensions et activités
Le refuge est situé sur les itinéraires de randonnée du sentier européen E2 (GR E2), du sentier de grande randonnée 5 (GR 5) dans sa partie de la Grande traversée des Alpes (GTA), du sentier de grande randonnée Tour du Mont-Blanc (TMB) et du sentier de grande randonnée de pays Tour du Pays du Mont-Blanc (GRP Tour du Pays du Mont-Blanc) qui empruntent la piste passant devant le refuge entre le refuge de Nant Borrant en aval au nord et le col du Bonhomme avec au-delà le refuge de la Croix du Bonhomme en amont au sud,. Le sentier de grande randonnée de pays Tour du Beaufortain passe non loin du refuge, en amont au sud entre le col du Joly et celui du Bonhomme en restant en balcon au-dessus du val Montjoie,. Ces itinéraires connaissent des fréquentations élevées, notamment le TMB et le GR 5, et le refuge constitue une étape dans ces treks,. Situé sur le parcours du TMB, le refuge est naturellement sur l'itinéraire de l'Ultra-Trail du Mont-Blanc (UTMB) qui se tient chaque année depuis 2003.
Outre ces itinéraires de grande randonnée, le refuge peut constituer le but d'une randonnée d'environ 1 h 30 au départ de la chapelle Notre-Dame-de-la-Gorge (1 209 m) au bout de la route départementale 902 qui dessert le val Montjoie, ou en 2 h 20 depuis le village des Contamines-Montjoie. Du refuge, il est possible d'accéder en randonnées à la journée aux lacs Jovet (2 175 m) à l'est en 2 h, au col de la Fenêtre (2 245 m) au nord-ouest en 2 h ou encore à la tête Nord des Fours (2 756 m) au sud-est en 3 h 30,.
Le refuge est également accessible en VTT, en raquette à neige ou en ski de randonnée, notamment grâce à la piste carrossable provenant du bas du val Montjoie et passant devant le refuge,. Des itinéraires de ski de randonnée partent du refuge en direction du col de la Fenêtre, du col de la Cicle, du col du Bonhomme et plus loin du col de la Croix du Bonhomme et son refuge ainsi que du mont Tondu via les lacs Jovet,.
Si environ 3 000 personnes passent une nuit au refuge durant les trois mois d'ouverture par saison, ce sont 80 000 à 100 000 personnes par an qui passent devant rien que pour effectuer le Tour du Mont-Blanc.